# Cephalophus natalensis
Cephalophorus natalensis, syn. Cephalophus natalensis (дуїкер натальський) — вид парнокопитних ссавців родини Бикові (Bovidae). Це невелика антилопа, що живе на півдні Африки. Червоний дуїкер дуже схожий на сірого дуїкера, але менший за розмірами і характерного червонуватого кольору. Крім того, червоний дуїкер віддає перевагу більш густішим заростям, ніж сірий. Це денна тварина, спостерігати її можна відносно легко.  В 1999 році популяція нараховувала около 42 000 індивідів.

## Опис

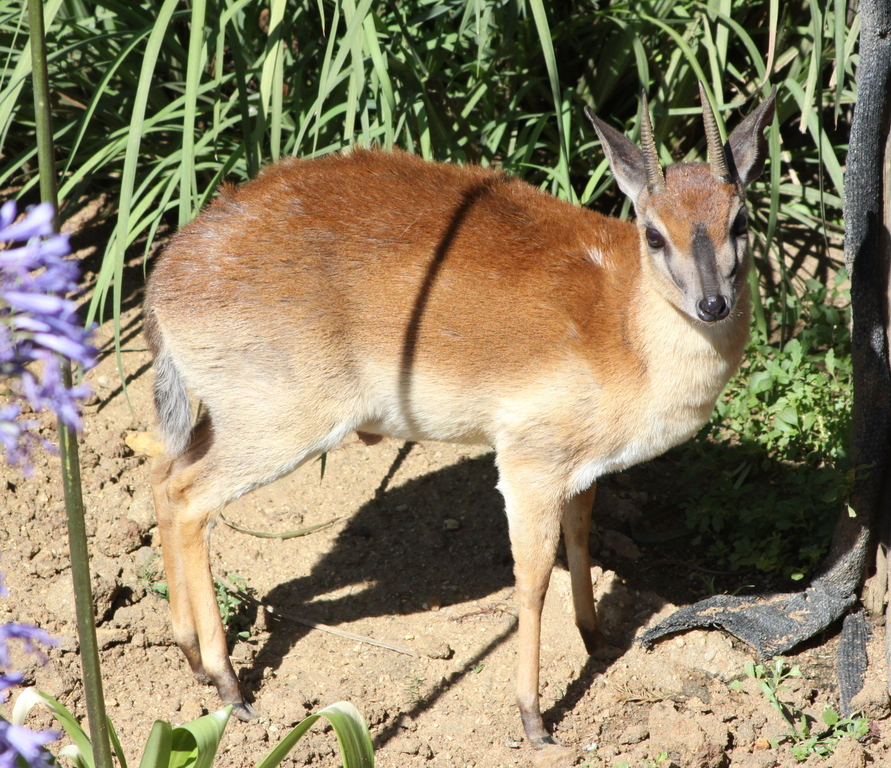
Червоний дуїкер

Червоні дуїкери мають довжину тіла до 1 м, висоту в плечах около 43 см і середню вагу тіла 14 кг. І самці, і самки мають короткі прямі роги довжиною близько 6 см, у самок вони трохи менші. Найбільша зафіксована довжина рогів — 11 см.
Червоний дуїкер насиченого червонувато-коричневого кольору, нижня частина тіла, як правило, блідіша. Шерсть на підборідді, горлі та внутрішній частині вух зазвичай білого кольору. Пасмо червонувато-коричневих і чорних волосків росте поміж рогів, а хвіст має білий кінчик.
Помітною особливістю цього виду є його згорблена спина: передні ноги коротші за задні. Може стрибати на висоту 1,3 метри.

## Поведінка та соціальна організація
Червоні дуїкери, як правило, живуть поодиноко, парами або невеликими сімейними групами, і рідко можна побачити групу, яка складається з більше ніж трьох особин.
Крик червоних дуїкерів досить гучний, схожий на пирхання і свист. Коли тварина налякана, звучить гортанний крик.
Антилопи цього виду територіальні, вони часто позначають свою територію, використовуючи виділення своїх передочних залоз, що виділяється з верхньощелепних залоз біля їхніх очей. Для того щоб помітити межі території вони потирають обличчям траву і кору дерев, щоб помітити межі території. Іноді червоні дуїкери маркують виділенням залоз свого партнера чи теля.

## Дієта
Червоні дуїкери харчуються листям, квітами, фруктами, що впали з дерев а також низькорослими чагарниками. ref name=eco /> Зазвичай це відбувається вдень, хоча в районах з помітною присутністю людей дуїкери можуть перейти на нічний спосіб життя.

## Розмноження та тривалість життя
Вагітність триває близько 8 місяців. Коли маля народжується, він рудувато-чорного кольору, з рудувато-коричневою мордочкою, важить около кілограма і залишається з матір’ю від шести до восьми місяців. Спарюються впродовж всього року.Зазвичай теля народжується в будь-який час року.  Молоді важать близько одного кілограма при народженні, і вони залишатимуться з матір’ю приблизно від шести до восьми місяців.  Самці не беруть участь у вирощуванні молодняку, тим не менше обидві статі реагуватимуть при виникненні небезпеки. 
Зазвичай червоні дуїкери живуть близько 9 років, хоча деякі індивіди доживали в неволі і до 15.

## Середовище проживання і поширення
Червоні дуїкери мешкають у густих чагарниках і лісах, як в гірських, так і в прибережних районах, де поверхневі води легко доступні.
Цей вид можна зустріти на південному сході Танзанії, Малаві, крайньому північному сході Замбії, в Мозамбіку, Есватіні, на південному сході Зімбабве та на північному сході ПАР. Живуть в національних парках Крюгер, Хлухлуве-Імфолозі і в парку слонів Тембе.

## Загрози і збереження
Найбільшою загрозою для червоного дуїкера є знищення природних середовищ існування. Тим не менше, він залишається залишається доволі чисельним видом, і має статус виду, щодо якого занепокоєння є найменшим.